# Pratt & Whitney TF30
Pratt & Whitney TF30 (firemní označení JTF10A) je vojenský dvouproudový motor s nízkým obtokovým poměrem vyvinutý ve firmě Pratt & Whitney původně pro stíhací letoun Douglas F6D Missileer, jehož projekt byl však ukončen. Později byl opatřen přídavným spalováním pro nadzvukové konstrukce a v této podobě se stal prvním dvouproudovým motorem s tímto vybavením. Uplatnění našel u letounů F-111 a F-14A Tomcat, dále v prvních verzí stroje A-7 Corsair II bez přídavného spalování. První let motor TF30 prodělal v roce 1964 a jeho výroba pokračovala až do roku 1986.

## Specifikace (TF30-P-100)
Data: The Engines of Pratt & Whitney: A Technical History.

### Technické údaje
- Typ: dvouproudový motor s nízkým obtokovým poměrem
- Průměr: 1,24 m
- Délka: 6,139 m
- Hmotnost suchého motoru: 1807 kg

### Součásti
- Kompresor: axiální, 3 stupně dmychadla, 6 nízkotlaké stupňů, 7 stupňů vysokotlakého kompresoru
- Spalovací komora: prstencová
- Turbína: 1 vysokotlaký stupeň, 3 nízkotlaké stupně

### Výkony
- Maximální tah: 64,766 kN, 111,65 kN s přídavným spalováním
- Celkový poměr stlačení: 19,8
- Teplota plynů před turbínou: 1176 °C
- Obtokový poměr: 0,878:1
- Poměr tah/hmotnost: 6,0